# 黄武宗
黃武宗（1927年—1951年6月17日），男，台南州人，中國共產黨黨員，1948年11月由蔡仁雄吸收加入省工委台南市工委會，發展白河支部，光明報事件後全省大搜捕，台南市工委會遭破獲，於1951年6月17日槍決於台北水源地刑場。
2013年列名北京西山無名英雄廣場，紀念在台灣被處決的「隱避戰線烈士」。

## 生平

### 加入省工委
黃武宗，台南人，長榮中學畢業，兄長黃武雄為東山國小教員，黃武宗畢業後於台南縣白河國民學校擔任教員，隨兄長居住在台南東山鄉。
1947年二二八事件爆發，許多知識份子對國民政府失望思想左傾，同年，何川畢業於台南工業職業學校，在台北大同中學擔任教員，居住宿舍期間認識蔡瑞欽、郭琇琮、吳思漢，1947年5月經由郭琇琮介紹加入中國共產黨，由於郭琇琮、李媽兜都是省工委早期成員，1946年底，李媽兜就與陳文山、陳福星籌組台南市工委會，1947年何川返回台南任職台南工業職業學校，在李媽兜領導下，擔任台南市工委會重要幹部，在台南發展組織，蔡瑞欽的弟弟蔡瑞洋協助領導台南地區組織，1948年，黃武宗由蔡仁雄介紹加入台南市工委會，後由蔡瑞洋領導，並交接給鄭海樹及何秀吉領導。

### 身死馬場町
黃武宗加入台南市工委會後，領導蔡仁雄、張國治，於白河鎮小組擔任領導，1949年8月光明報事件爆發後，省工委最高領導人蔡孝乾變節，全省大搜捕，1950年8月情治單位接獲線報逮捕何阿水、何川，之後黃武宗等人陸續遭到逮捕。
韓戰爆發之後，情勢急轉直下，在軍法處的省工委要角自知由於案情嚴重可能遭重判，以「吃麵包」為暗號蘊釀越獄，1951年2月6日，何秀吉、邱焜棋、梅衡山、施教爐等人在軍法處趁機打開牢門持酒瓶攻擊獄警，參與的成員包含台南案、桃園案、李凱南等人，陳英泰稱其為軍法處「吃麵包計畫」，越獄失敗後所有參與成員除施志聰、陳溪加重徒刑外其餘都遭判處死刑，連帶加速台南案的判決，黃武宗因居於組織支部領導地位，而成為案首之一。
1951年6月6日黃武宗遭判處死刑，同年6月17日黃武宗與同案鄭海樹、何秀吉、何川 、何阿水與台南工學院案唐朝雲、軒轅國權、曾錦堂、邱焜棋、梅衡山共十人槍決於水源地刑場。

### 平反
2018年10月5日，促進轉型正義委員會促轉三字第1075300110B號函文，正式撤銷受難者林慶雲君等1270人之刑事有罪判決暨其刑，其中(40)安潔字第 1187 號，有關黃武宗共同意圖以非法之方法顛覆政府而著手實行之有罪判決暨其刑及沒收之宣告正式撤銷。

## 紀念
2013年10月 北京西山國家森林公園的無名英雄廣場上立有無名英雄紀念碑，為紀念來台灣在1950年代被處決「隱避戰線烈士」而設立，黃武宗銘刻於紀念碑上，為中共國家安全部追認之中華人民共和國烈士。